# نائوهیسا تاکاتو
نائوهیسا تاکاتو (انگلیسی: Naohisa Takato؛ زادهٔ ۳۰ مهٔ ۱۹۹۳) جودوکار اهل ژاپن است.